# Dendrobium pandaneti
Dendrobium pandaneti är en orkidéart som beskrevs av Henry Nicholas Ridley. Dendrobium pandaneti ingår i släktet Dendrobium, och familjen orkidéer. Inga underarter finns listade i Catalogue of Life.